# 未完成のオベリスク
座標: 北緯24度04分37秒 東経32度53分44秒 / 北緯24.076889度 東経32.895450度

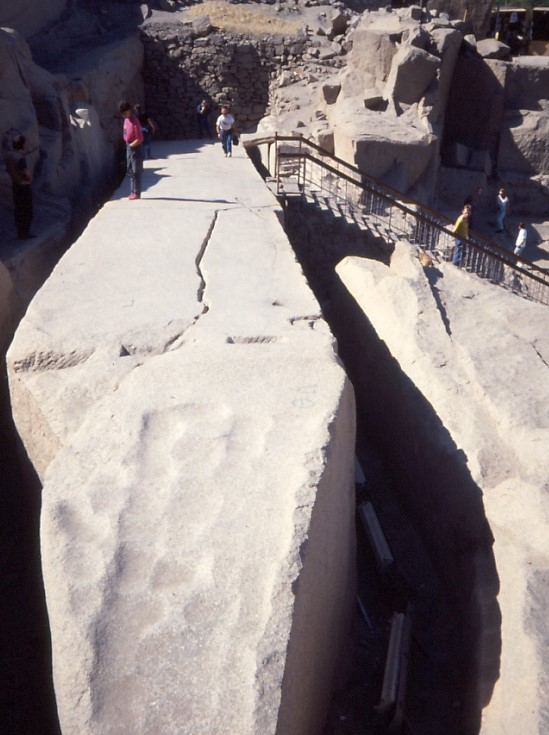
アスワンの採石場にある未完成のオベリスク（1990年）

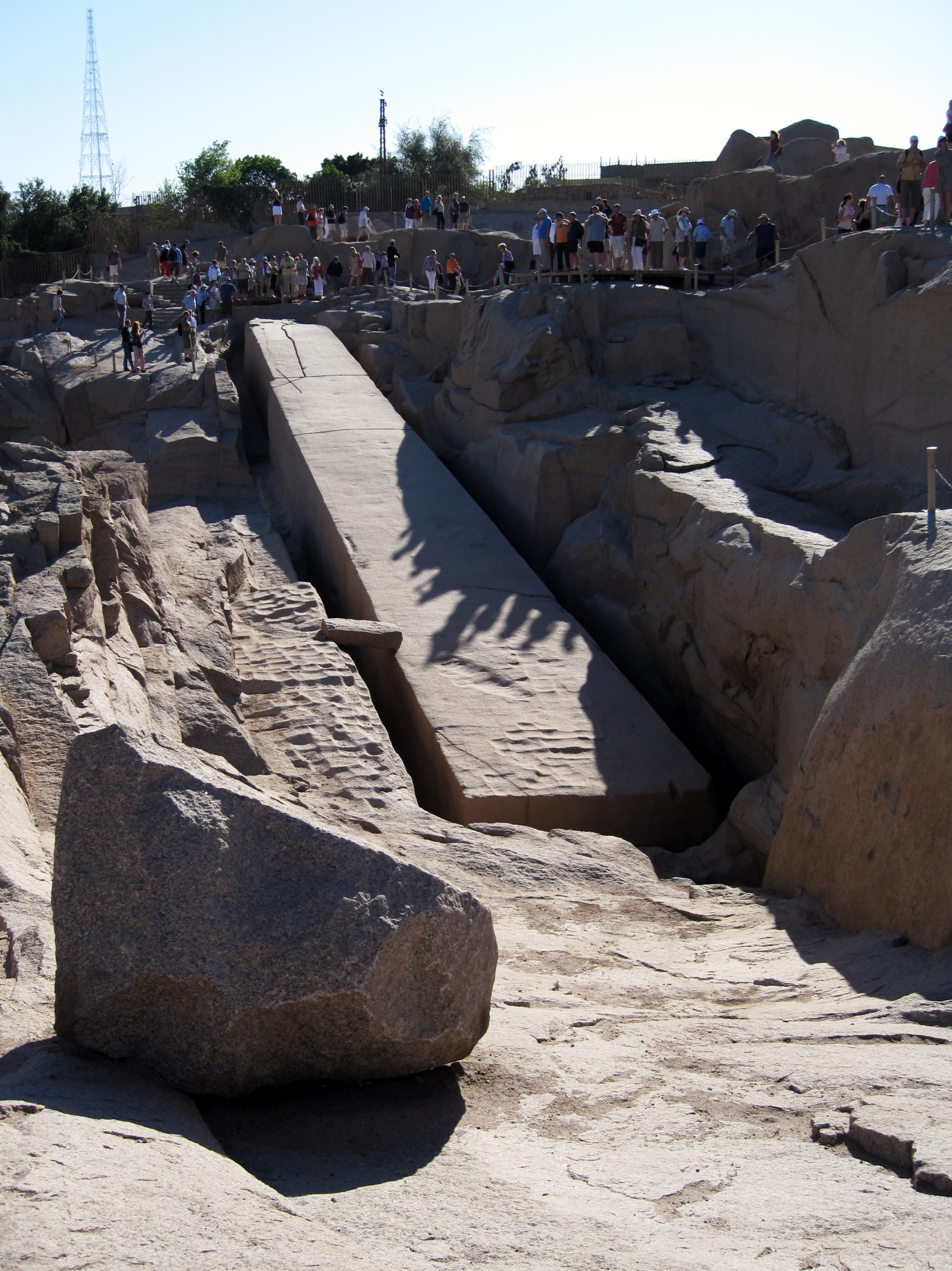
底部より

「未完成のオベリスク」（みかんせいのオベリスク）は、エジプトアスワンにある古代エジプト時代の北採石場に残された加工途中の巨大なオベリスク。「切りかけのオベリスク」とも呼ばれる。おそらくカルナック神殿のオベリスクを補うため、第18王朝5代目のファラオ「ハトシェプスト女王（紀元前 1508～1458年）」の命により作業が始められた。通常のオベリスクよりも10メートル近く大きなもので、完成すれば長さはおよそ 42メートル、重さ 1,200トンであったと推測される。
オベリスクの石工は、基盤から直接抜き出すように刻み始めたが、花崗岩の中にひびが現れたため途中で放棄された。オベリスクの底面は依然として基盤に付いたままになっている。まだ石に鮮明に残る工具の跡と労働者がどこで作業をしていたかを示す黄土色の線によって古代エジプトの珍しい石工技術を観察することができる。
未完成のオベリスクの他に、切り出し途中のオベリスクが、アスワンの採石場で 2005年に発見された。また、発見されたいくつかの彫刻と遺構から有名なオベリスクのほとんどがこの地で切り出された可能性が示された。アスワンにあるこれらの採石場は切削途中の物も含めエジプト政府が正式に遺跡として保護し、野外博物館として運営されている。

## ギャラリー

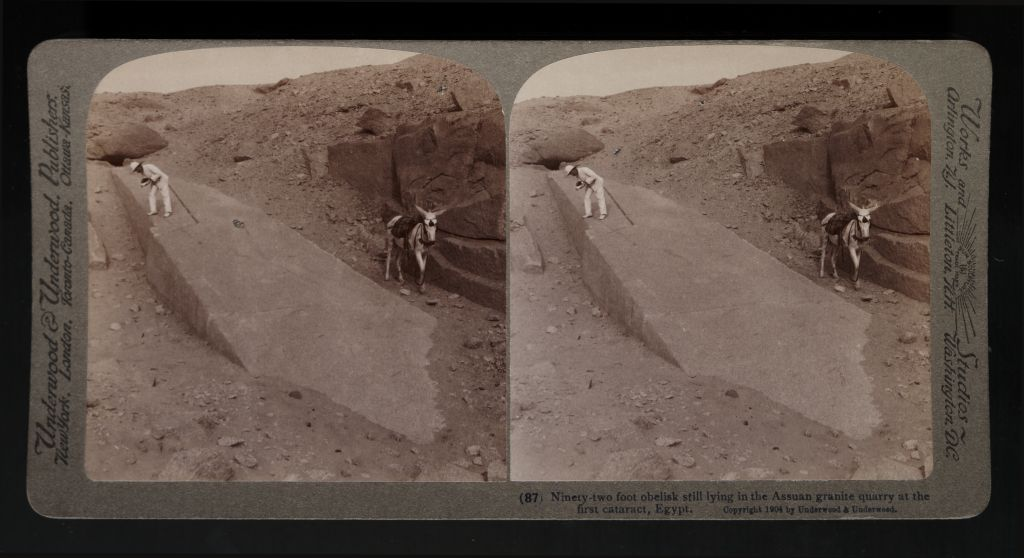
1904年の発見時の様子
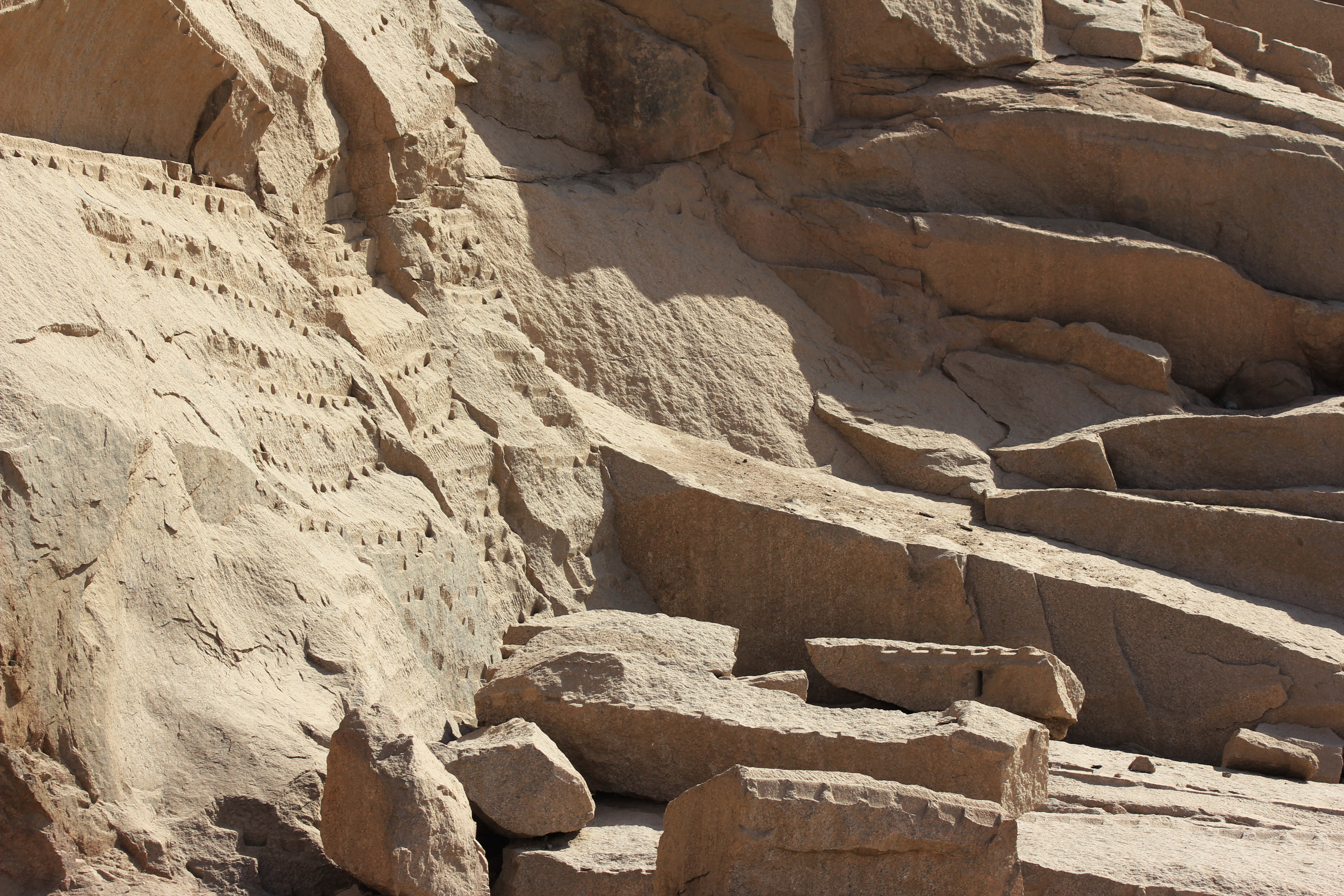
オベリスク採石場
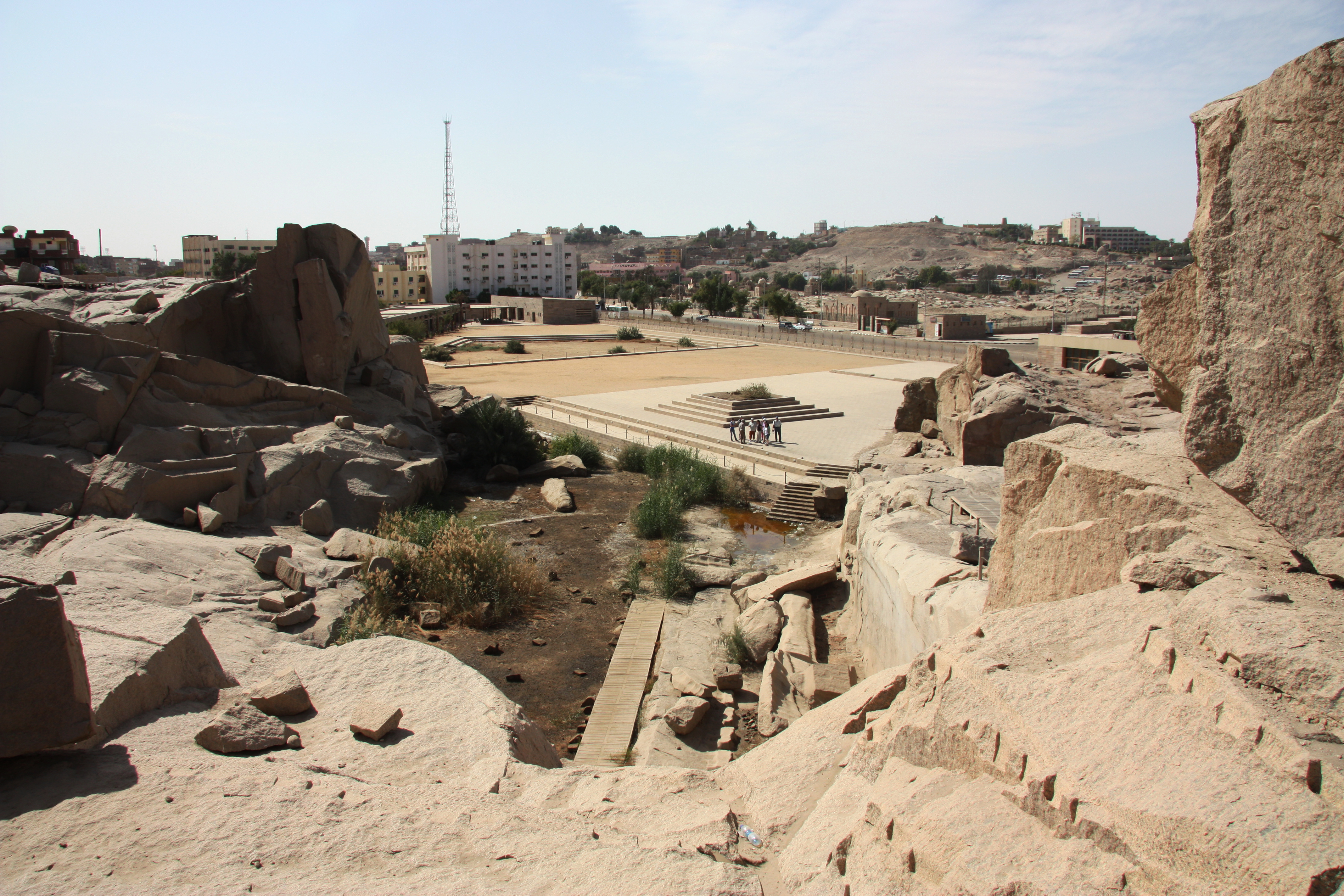
採石場からの眺め
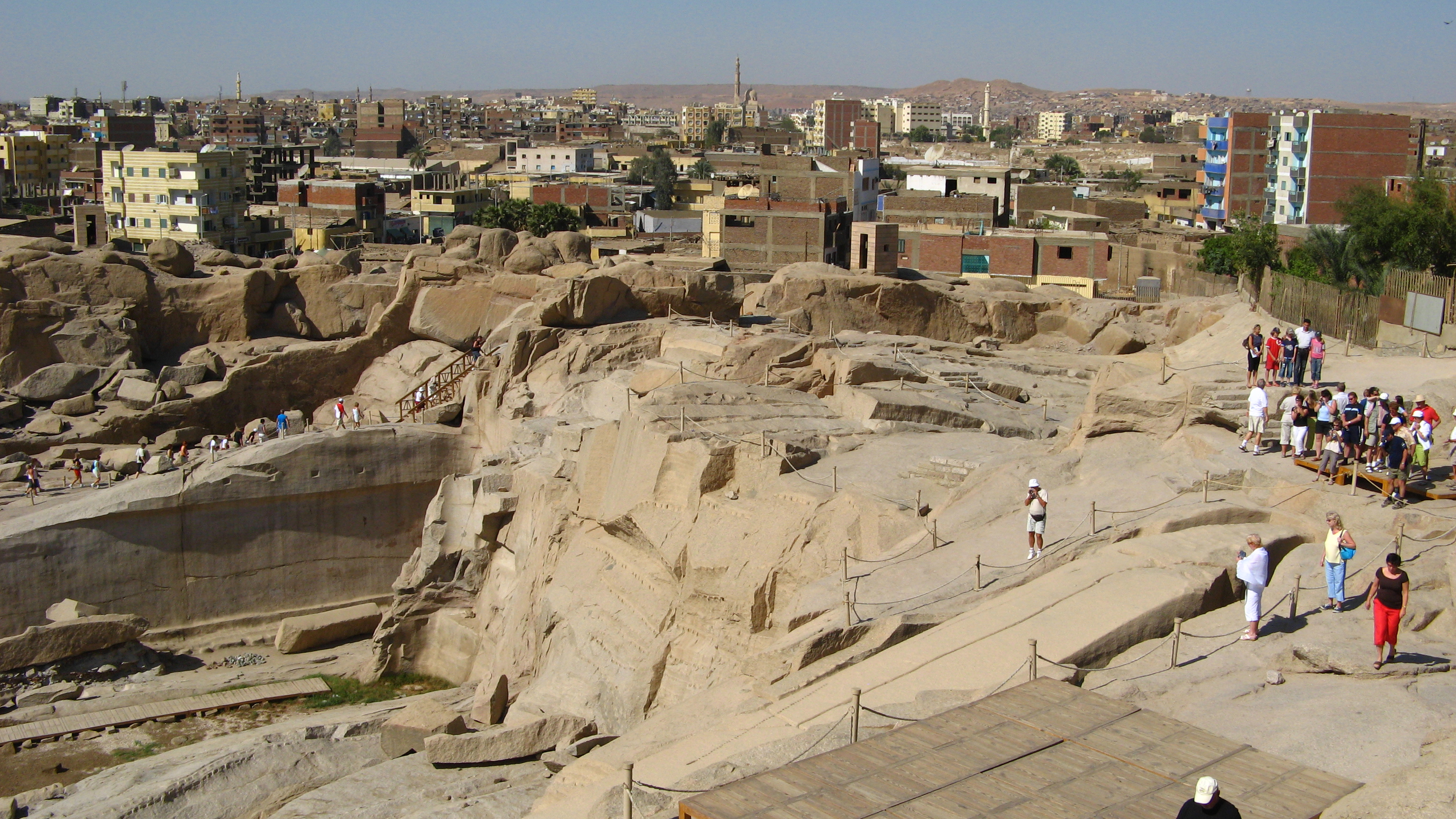
採石場からの眺め
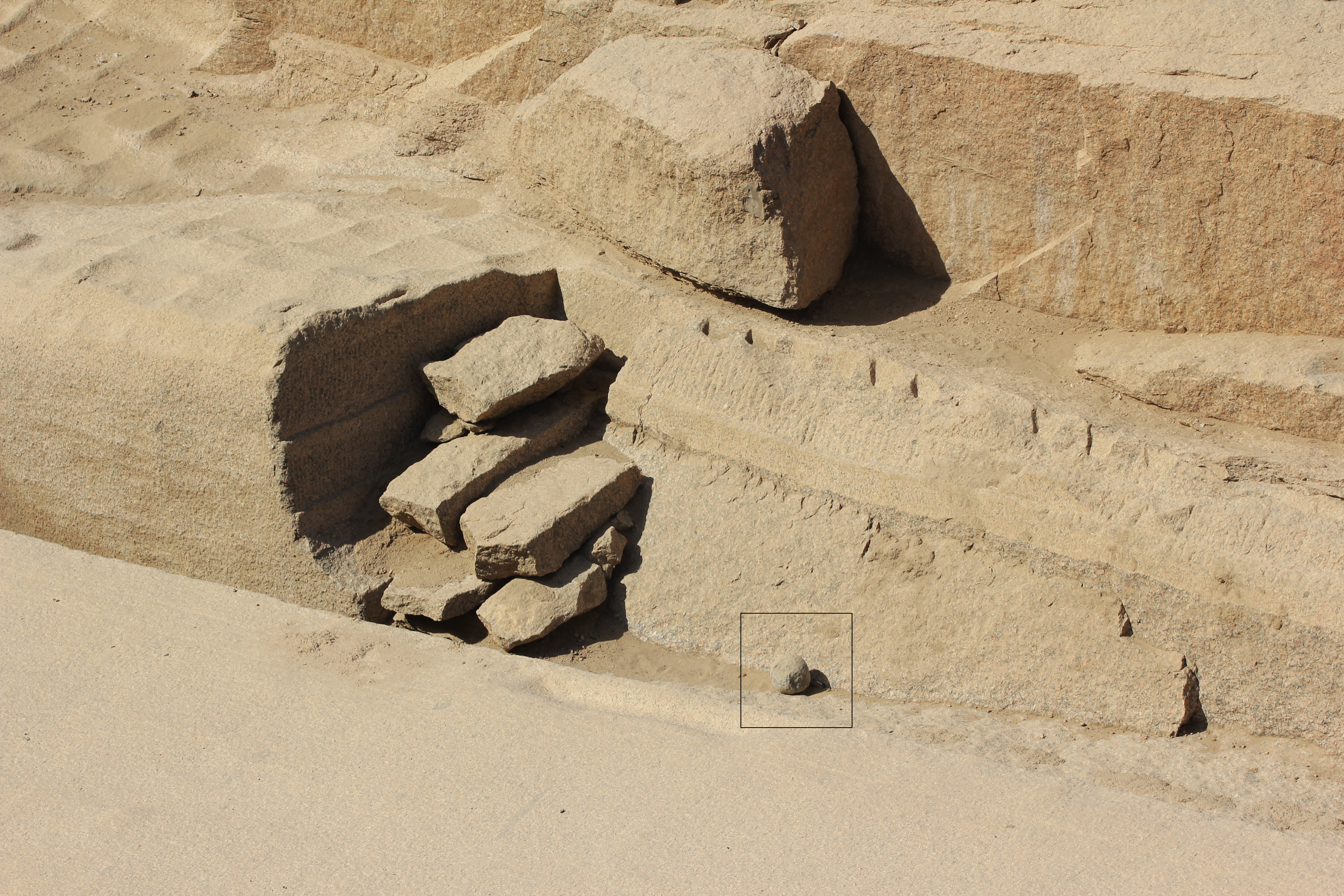
切り出された石柱と丸石